# Панцирний сом
Панцирний сом (Callichthys) — рід з підродини Callichthyinae родини Панцирні соми ряду сомоподібних. Має 4 види.

## Опис
Загальна довжина представників цього роду коливається від 12 до 18 см. Голова сильно сплощена, коротка. Очі маленькі. Рот широкий. У них 2 пари вусиків на нижній щелепі. Тулуб витягнутий, в деяких видів доволі сильно. Шкіра гладенька з рядками кісткових пластинок. Спинний плавець довгий. Жировий плавець маленький. Грудний плавець широкий. Черевні плавці маленькій. Хвостовий плавець короткий, широкий.
Забарвлення оливкове, сіре, коричневе з різними відтінками.

## Спосіб життя
Зустрічаються в стоячих водоймах або з повільною течією з малою кількістю кисню, біля мулистих ґрунтів. Здатні використовувати атмосферне повітря. Можуть видавати звуки наче хрюкання чи скрипіння. Полюбляють довго копирсатися в піску й зариватися в нього з головою. Як схованки воліють великі корчі, під якими проводять години відпочинку. Під час сильної посухи здатні перейти між водоймами суходолом, втім якщо він становить невелику відстань. Активні вдень. Живляться водними безхребетними.
Самці будують гнізда з піни на нижній частині плавучих рослин. За майбутніми мальками доглядає самець.

## Розповсюдження
Поширені у водоймах від Колумбії і Венесуели до Аргентини, також на Тринідад, насамперед в басейні річок Оріноко, Магдалена, Амазонка і Ла-Плата.

## Види
- Callichthys callichthys
- Callichthys fabricioi
- Callichthys oibaensis
- Callichthys serralabium

## Тримання в акваріумах
Підійде акваріум від 150—200 літрів. На дно насипають дрібний пісок темного або білого кольору. Пісок не повинен містити гострих частинок. Вітаються плаваючі на поверхні води рослини з широким листям. Мирні. Утримувати можна групою або поодинці. Сусідами можуть бути тетри, інші види сомів (корідораси, діанеми). Їдять живий заморожений харч. Також вживають в їжу і замінники живого корму. Особливо люблять шматочки креветки. Беруть і сухий харч. З технічних засобів знадобиться малопотужний внутрішній фільтр для створення слабкої течії. Температура тримання повинна становити 18-25 °C.